# Wish / Starless Night
Wish / Starless Night는 2006년 10월 11일에 발매된 OLIVIA의 10번째 싱글이다.
OLIVIA inspi' REIRA(TRAPNEST)명의로 발매됐다.

## 트랙리스트
1. Wish
2. Starless Night
3. Close your eyes

## 노래가 쓰인 곳
- Wish:일본 TV계 애니메이션 NANA의 오프닝 테마
- Starless Night:일본 TV계 애니메이션 NANA의 엔딩 테마
- 출처 : https://web.archive.org/web/20100608164555/http://tom-neko.hp.infoseek.co.jp/

## 순위
| 방송일     | 순위      |
| 2006/10/21 | 첫등장7위 |
| 2006/10/28 | 19위      |
| 2006/11/04 | 35위      |
| 2006/11/11 | 77위      |
| 4주        | 최고7위   |

| 일자       | 순위      | 매수         | 집계        |
| 2006/10/23 | 첫등장7위 | 14,062매     | 10/09~10/15 |
| 2006/10/30 | 20위      | 5,257매      | 10/16~10/22 |
| 2006/11/06 | 39위      | 3,509매      | 10/23~10/29 |
| 2006/11/13 | 67위      | 1,938매      | 10/30~11/06 |
| 4주        | 최고7위   | 합계24,766매 |             |

- 출처 : https://web.archive.org/web/20100608164555/http://tom-neko.hp.infoseek.co.jp/